# 20周年記念キャッスルショー リメンバー・ザ・ドリーム
- ディズニーパーク > 東京ディズニーリゾート > 東京ディズニーランド
  - 東京ディズニーランドのスペシャルイベントの一覧 > 20周年記念キャッスルショー リメンバー・ザ・ドリーム
  - 東京ディズニーランド20thアニバーサリー > 20周年記念キャッスルショー リメンバー・ザ・ドリーム

20周年記念キャッスルショー リメンバー・ザ・ドリーム（にじっしゅうねんきねんキャッスルショー リメンバー・ザ・ドリーム、Tokyo Disneyland 20th Anniversary Remember the Dreams）は、2004年1月12日～4月11日にかけて開催された東京ディズニーランド20周年を祝うショーである。キャッスルフォアコートステージで公演された。
内容は「東京ディズニーランドの20年を振り返る」というもので、昔のショーやパレードの音楽、衣装、振り付けなどが再現された。ショーはメドレー形式で進んでいき、オープニング、第1部、第2部、第3部（ダンスタイム）、エンディングに分けられる。

## 構成
曲名、イベント名（もしくはエンターテイメント名）、開催された年、となっている。

### オープニング
- リメンバー・ザ・マジック（Remember the Magic）

### 第1部
- 東京ディズニーランド・イズ・ユア・ランド （Tokyo Disneyland Is Your Land）

キッズ・オブ・ザ・キングダム （Kids of the Kingdom）／1983年
- ディスコ・ミッキーマウス （Disco Mickey Mouse）

ディスコ・ディズニー （Disco Disney）／1983年
- ウェルカム・トゥ・ザ・ダイヤモンドホースシュー （Welcome to the Diamond Horseshoe）／カンカン （Can Can）

ダイヤモンドホースシュー・レビュー （Diamond Horseshoe Review）／1983年
- バンド・ビッグ・イナフ （Is There a Band Big Enough）

ディズニー・クラシックス・オン・パレード （Disney Classics on Parade）／1988年
- カーニバル （Carnivale）

ディズニー・パーティグラ・パレード （Disney Party Gras Parade）／1991年
- ミッキーマウス・アワ・シャイニング・スター （Mickey Mouse Our Shining Star）

ワン・マンズ・ドリーム （One Man's Dream）／1988年
- ジョイン・イン （Join In）

10thアニバーサリー・ナイトタイム・スペクタキュラー"It's Magical!" （10th Anniversary Nigttime Spectacular "It's Magical!"）／1993年
- ミッキー・マニア （Mickey Mania）

ミッキー・マニア （Mickey Mania）／1995年
- ディズニー・マジカル・ドリーム （Disney's Magical Dreams）

フィール・ザ・マジック （Feel the Magic）／1995年
- ディズニー・カーニバル （Disney Carnivale）

15thアニバーサリー・キャッスルショー ビバ！マジック （15th Anniversary Castle Show: Viva! Magic）／1998年
- クラブ・ディズニー （Club Disney）

Club Disney スーパーダンシン・マニア （Club Disney Super Dancin' Mania）／2000年
- Dポップ・マジック！ （D-Pop Magic!）

Dポップ・マジック！ （D-Pop Magic!）／2002年
- メイク・ア・ウィッシュ （Make a Wish）

東京ディズニーランド20thアニバーサリー （Tokyo Disneyland 20th Anniversary）／2003年～2004年

### 第2部
- ゴー・ゴー･ゴー （Go Go Go）／魔法使いの弟子 （The Sorcerer's Apprentice）

ドナルド・ワッキーキングダム （Donald's Wacky Kingdom）／1999年
- スプラッシュダンス （Splashdance）

ドナルドのスーパースプラッシュ （Donald's Super Splash）／2002年

### 第3部（ダンスタイム）
- ダンス・ユア・ハート・アウェイ （Dance Your Heart Away）

ブレイジング・リズム （Blazing Rhythms）／2003年
- マカレナ （Macarena）

フィェスタ・トロピカール （Fiesta Tropical）／1996年
- ミッキー・マウス・マーチ（ユーロビート・バージョン） （Mickey Mouse March Eurobeat Version）

Club Disney スーパーダンシン・マニア （Club Disney Super Dancin' Mania）／2000年

### エンディング
- ミッキーマウス・ドナルドダック・グーフィーと仲間達 （Mickey Mouse, Donald Duck, Goofy & The Gang）
- ディズニー・ワールドフェア(曲のみ)/1992年
- 星に願いを （When You Wish Upon A Star）

## 公演情報
公演情報および鑑賞方法。
- 公演回数：1日2回
- 公演時間：約25分
- 公演場所：キャッスル・フォアコート・ステージ
- 出演者数：約130人
- 鑑賞方法：中央鑑賞エリアで鑑賞するには抽選で配布される鑑賞券が必要

## その他
- 「リメンバー・ザ・ドリーム」開催を記念して、パーク内の一部のレストランでは、昔販売していたメニューが期間限定で復活した。